# Philipp Valenta
Philipp Valenta (* 8. April 1987 in Hattingen, Deutschland) ist ein deutscher Künstler mit dem Schwerpunkt Konzeptkunst und Themen wie Geld, Wert und Wertigkeit.

## Leben
Valenta studierte von 2007 bis 2012 an der Bauhaus-Universität Weimar bei Norbert W. Hinterberger, Elfi Fröhlich und Liz Bachhuber und absolvierte anschließend im Jahr 2014 ein Gastsemester an der Kunstakademie Münster in der Klasse von Maik und Dirk Löbbert. Nach einem Masterstudium im Bereich Metallgestaltung an der HAWK Hildesheim bei Georg Dobler wurde er Meisterschüler von Thomas Rentmeister an der Hochschule für Bildende Künste Braunschweig.
Philipp Valenta lebt und arbeitet in Hildesheim, Oberhausen, und Hattingen. Er ist Mitglied im Verband Bildender Künstler Thüringen und im BBK Hildesheim. Zudem ist er ehemaliges Vorstandsmitglied des Kunstraum 53, eines Ausstellungsraums in Hildesheim.

## Werk
Philipp Valenta beschäftigt sich in seinem Werk vorwiegend konzeptuell mit Werten, Wertschöpfungsprozessen und Verhältnismäßigkeiten. Innerhalb verschiedener Medien wie Installation, Objekt, Performance, Video und Graphik entstehen Arbeiten aus den Themenbereichen von Geld, Luxus, Religion und Politik. Vorherrschend sind insbesondere Themen aus dem Bereich der Finanzmärkte, die durch historische Bezüge sowohl aus der Kunstgeschichte als auch aus antiken Erzählungen allegorisch mit aktuellen Ereignissen aus Gesellschaft und Ökonomie verknüpft werden. Valentas Arbeiten verbinden historische und zeitgenössische Komponenten aus der Kulturgeschichte miteinander und behalten dabei eine indifferente Haltung zu den Themen von Geld, Finanzmärkten und Luxus.
Entstehende Werke korrespondieren aufgrund ihrer Verknüpfungen oft in vielfältiger Weise mit den Orten ihrer Entstehung und Präsentation.
Im Rahmen seiner mehrjährigen konzeptuellen graphischen Serie Being A Successful Artist verschenkt Valenta Tuschezeichnungen an verschiedene Museen und öffentliche Sammlungen. Die Tuschezeichnungen bestehen nur aus einem einzigen Kreis, einem runden, roten Punkt – dem Symbol für einen erfolgreichen Verkauf des Bildes zum Beispiel in einer Galerie. Mit dem Motiv des roten Punktes wird hier mit Strategien des Kunstmarktes gespielt und die Frage nach der Werteinschätzung von Künstlern und Künstlerinnen gestellt.
Neben den Sammlungen, die „Being A Successful Artist“ zusammenfasst, sind seine Werke unter anderem in der Sammlung Haupt, Berlin, und den Kunstsammlungen im Bistum Regensburg vertreten.

## Ausstellungen
Einzelausstellungen 
- 2012: Luxus, Schloss Belvedere, Museum für Kunsthandwerk, Klassik Stiftung Weimar[6]
- 2013: Segnung, 10qm, Kunstprojekt im öffentlichen Raum, Köln
- 2014: Surrounded by luxury, Städtische Galerie Petershagen (mit Lotte Reimann)
- 2014: das junge museum, Bottrop[7]
- 2016: The Road To Success, kunstwerden e.V., Essen
- 2016: Fame and Fortune, Stadtmuseum Hattingen[8]
- 2018: Too Big To Fail, Galerie Waidspeicher, Kunstmuseen Erfurt[9]
- 2021: Keiner von uns hat ein` Job im Büro, Kunstverein Hattingen (kuratiert von Roger Rohrbach)[10]

 Ausstellungsbeteiligungen 
- 2010: Unter Tage, Alter Katholikentagsbahnhof (Rotunde), Bochum
- 2011: Geld oder Leben, Galerie Dadapost, Berlin
- 2012: Dreißig Silberlinge, Sammlung Haupt, Altmärkisches Museum Stendal
- 2012: Land in Sicht, Galerie im Congress Centrum, Städtische Galerie Suhl
- 2013: Potzblitz, Pilotenkueche, Runde 18, Leipziger Baumwollspinnerei
- 2014: Money Works 2, Haus am Lützowplatz (Studiogalerie), Berlin
- 2015: Green City. Geformte Landschaft – Vernetzte Natur. Das Ruhrgebiet in der Kunst , Ludwiggalerie Schloss Oberhausen
- 2015: Herzblut, Städtische Galerie Viersen
- 2015: Kaufmut – Künstler | Käufer, Jenaer Kunstverein
- 2015: Kunstpreis Ennepe-Ruhr 2015, Dr. Carl Dörken Galerie, Herdecke
- 2016: Mehr als Schwarz & Weiß. 800 Jahre Dominikanerorden, Diözesanmuseen im Bistum Regensburg
- 2016: DEW21-Kunstpreis, Ausstellung der Nominierten, Dortmunder U
- 2017: Let’s buy it! Kunst und Einkauf. Von Albrecht Dürer über Andy Warholt bis Gerhard Richter. Ludwiggalerie Schloss Oberhausen
- 2017: JUSTMAD Residence, CMAE (Centro Municipal de Artes y Exposiciones), Avilés, Spanien
- 2017: Dreißig Silberlinge, Sammlung Haupt, Mannheimer Kunstverein
- 2017: Kunstpreis Ennepe-Ruhr 2017, LWL-Industriemuseum Hattingen
- 2017: Die Sammlung O. Alte und neue Schätze aus dem Kunstbesitz der Stadt Oberhausen, Panoramagalerie, Ludwiggalerie Schloss Oberhausen
- 2018: Schwarz Weiß, Städtische Galerie im Park Viersen
- 2018: These – Antithese, Museum Schloss Burgk
- 2018: Geld – Wahn – Sinn – Die Sammlung Haupt in den Reinbeckhallen, Reinbeckhallen, Berlin
- 2018: Zyklus II Kranhalle, Kunstverein Oberhausen
- 2018: I Like Fishing, Galerie Peter Tedden, Düsseldorf
- 2019: Studio 100, Kunsthalle Harry Graf Kessler, Weimar
- 2019: 30 under 30 – Young Entrepreneurs, halle 267, Städtische Galerie Braunschweig
- 2019: Abstraktion / Konkretion / Konzeption – Platons Erben, Kunstmuseum Bayreuth
- 2019: Losing Touch, Mönchehaus Museum Goslar

## Preise und Stipendien
- 2018 Residenzstipendium des Goethe-Instituts Dänemark für das Skaftfell Center for Visual Art, Seydisfjördur, Island[11]
- 2017 Kunstpreis Ennepe-Ruhr
- 2017 JUSTMAD Artist-in-Residence, Avilés, Spanien
- 2016 DEW21-Förderpreis, Dortmund
- 2015 KWW-Stipendium, Stiftung Künstlerdorf Schöppingen
- 2015 Atelierförderprogramm der Stadt Oberhausen, Kunsthaus Haven
- 2015 International Artist-in-Residence-Programme Guernsey, Channel Islands
- 2012 Atelierstipendium „Pilotenküche“, Runde 18, Baumwollspinnerei Leipzig